# Ophichthus omorgmus
Ophichthus omorgmus är en fiskart som beskrevs av Mccosker och Böhlke, 1984. Ophichthus omorgmus ingår i släktet Ophichthus och familjen Ophichthidae. Inga underarter finns listade i Catalogue of Life.